# Żyrardowski
Żyrardowski là một huyện thuộc tỉnh Mazowieckie của Ba Lan. Huyện có diện tích 533 km². Đến ngày 1 tháng 1 năm 2011, dân số của huyện là 75631 người và mật độ 142 người/km².